# Leopold Schoettler
Leopold Carl Ferdinand Friedrich Schoettler (* 7. April 1881 in Bruchhausen; † 29. Juli 1948 in Berlin) war ein deutscher Flugzeugpionier. Mit der nach ihm benannten Schoettler I wurde unter seiner Leitung eines der ersten Flugzeuge in China konzipiert und produziert.

## Leben
Schoettler absolvierte eine Ausbildung zum Mechaniker und war ab 1906 bei den Siemens-Schuckertwerken in Japan tätig, wobei er die Vertriebsaktivitäten der Firma als technischer Berater unterstützte. Dort lernte er seine spätere Frau, die Lehrerin Sen Takeshi (1887–1980), kennen. 1912 zog die Familie aus beruflichen Gründen nach Shanghai um.
Bei Ausbruch des Ersten Weltkriegs ging Schoettler nach Tsingtau im deutschen Pachtgebiet Kiautschou und wurde als Obermatrose zum Militärdienst bei der Seewehr zur Fliegerstation des Gouvernements kommandiert. Dort half er offensichtlich Gunther Plüschow, eine Etrich Taube, das einzige auf deutscher Seite vorhandene Flugzeug, für die Einsätze während der Belagerung von Tsingtau durch japanische Streitkräfte in Betrieb zu halten. Ab dem 13. Oktober diente er dann in der Marine-Kompanie. Nach der Kapitulation der hoffnungslos unterlegenen deutschen Verteidiger kam er im November 1914 in japanische Kriegsgefangenschaft und wurde in das Lager Kumamoto nach Japan gebracht. Am 9. Juni 1915 verlegte man ihn in das Lager Kurume. Im Dezember 1919 wurde Schoettler entlassen und kehrte nach Shanghai zurück, wo seine Frau und seine drei Kinder die Kriegsjahre verbracht hatten.
In China war nach dem Zusammenbruch der zentralen Beiyang-Regierung und dem Ende des Ersten Weltkrieges ein Machtvakuum entstanden, das sowohl Japan als auch verschiedene chinesische Parteien für sich nutzten. Durch die Herrschaft der Warlords und durch ausländische Eroberungen war die chinesische Republik stark belastet und ein Bürgerkrieg, in dem verschiedene Warlords um die Vorherrschaft kämpften, brach aus. Dies hatte einen enormen Bedarf an Waffen und militärischer Ausrüstung zur Folge.
Diese Situation wollte Schoettler wohl für sich nutzen und so betätigte er sich im Juli 1920 zunächst als Zwischenhändler, der dem chinesischen Warlord General Hu Yung-Hsiang, zu diesem Zeitpunkt Herrscher über Shanghai, ein erstes importiertes Flugzeug, ein Schulflugzeug des Typs Avro 504, beschaffte. Da weitere Importe anscheinend fehlschlugen, beauftragte General Lu die deutsche Firma Buchheister & Co. auf dem Gelände des späteren Flughafens von Shanghai in Longhua (auch Lunghua) mit dem Bau einer Fabrikationsstätte, um vor Ort in China Flugzeuge konstruieren und herzustellen zu können. Schoettler übernahm die Produktionsleitung und produzierte 1923 den Prototyp eines einmotorigen zweisitzigen Doppeldeckers, der als Schoettler I bezeichnet wurde.
Ab 1924 entstand in Longhua weiterhin eine kleine Anzahl von Schoettler I Flugzeugen, die Schoettler unter Zuhilfenahme aus Europa importierter Instrumente und Motoren herstellte. Die Schoettler I gilt als eines der ersten in China in Serie hergestellten Flugzeuge. Weiterhin wurde die Schoettler I anscheinend gleichzeitig auch in kleiner Stückzahl für den mandschurischen Warlord Zhang Zuolin zur militärischen Verwendung in Mukden produziert.

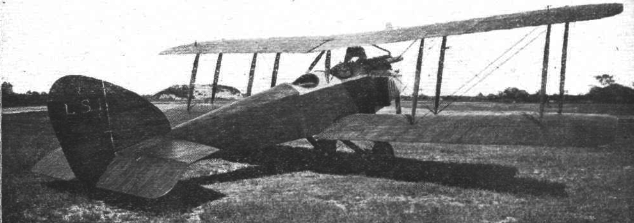
Schoettler I

In den folgenden Jahren entwickelte und produzierte Schoettler noch einige weitere Flugzeugmodelle in kleinen Serien. So ab September 1925 die Schoettler III eine Weiterentwicklung der Schoettler I angetrieben mit einem Beardmore Motor und 1926 die Schoettler B4 (auch als S4 bezeichnet). Die projektierte Schoettler C5, die von einem Renault Motor angetrieben werden sollte, wurde nicht mehr realisiert.

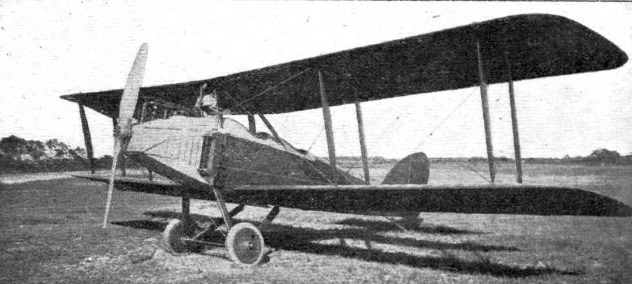
Schoettler I 1923

Von 1924 bis 1927 lebte Schoettler mit seiner Familie in Taiyuan (Provinz Shanxi). Von 1932 bis 1936 arbeitete er dann für die Firma Hugo Reis & Co. in Shanghai und ab 1937 für die China Steel Industries, Shanghai.
Sein weiterer Lebenslauf, insbesondere der Zeitpunkt seiner Rückkehr nach Deutschland, ist nicht geklärt.
Schoettler verstarb 1948 in Berlin.